# La legge dei gangsters
La legge dei gangsters è un film del 1969 diretto da Siro Marcellini.

## Trama
Rino Quintero, un rapinatore appena uscito di prigione, progetta insieme al ricettatore Fulvio Rigani e sua moglie Maide, un colpo milionario da mettere a segno, a Genova, ai danni di una banca. Rino, per eseguire il colpo, ingaggia due giovani ladri di gioielli, Franco e Renato, e un emigrato disoccupato, Bruno Maineri. A finanziare l'impresa viene contattato Ranier, un francese che pretende il trenta per cento del bottino. Effettuato il colpo, dopo uno scontro a fuoco con la polizia in cui Rigani perde la vita, Rino egli altri vengono affrontati da Reiner che si prende la metà, uccidendo Franco e Bruno per poi venire ucciso a sua volta da Rino. In procinto a fuggire per il motoscafo insieme a Maide, Rino viene ucciso dalla polizia durante la sparatoria.

## Colonna sonora
La colonna fu composta da Piero Umiliani che pubblicò in proprio anche il relativo LP.
Lato A
Testi e musiche di Piero Umiliani.
1. Genova piazza de Ferrari dalle 2 alle 7 – 11:24
2. Epilogo – 3:01
3. La legge dei gangster – 4:28

Durata totale: 18:53
Lato B
1. Episodio – 2:36
2. Very fast – 2:16
3. Alba sul mare – 3:09
4. Crepuscolo sul mare – 3:42
5. Tema dell'addio – 2:28
6. Lui e lei – 2:31

Durata totale: 16:42

## Distribuzione
Distribuito nei cinema italiani il 22 agosto 1969, il film ha incassato complessivamente 140.995.000 di lire dell'epoca.